# Negtemjärvi
Negtemjärvi eller Nekketenjävri är en sjö i Finland. Den ligger i kommunen Enare i landskapet Lappland, i den norra delen av landet, 1 000 km norr om huvudstaden Helsingfors. Negtemjärvi ligger 127,7 meter över havet. Den ligger vid sjön Fadderjärvi. Arean är 1,01 kvadratkilometer och strandlinjen är 11,47 kilometer lång. Sjön  ingår i Pasvik älvs huvudavrinningsområde. 